# Michelle Cairns
Pour les articles homonymes, voir Cairns (homonymie).
Michelle Cairns née en 1976, est une spécialiste de BMX américaine, championne du monde en 1997.

## Palmarès

### Championnats du monde
- I.BMX.F./FIAC 1993
  -  Championne du monde juniors
- I.BMX.F./FIAC 1994
  - 6e du Championnats du monde
- 1997
  -  Championne du monde de BMX
- 1998
  - 8e du championnat du monde de BMX
- 2001
  - 5e du championnat du monde de BMX

### Autre
- 1999
  - The Swatch-UCI BMX World Cup - Étape d'Orlando (Floride-USA) : 1re